# Benthofascis lozoueti
Benthofascis lozoueti é uma espécie de gastrópode do gênero Benthofascis, pertencente a família Conorbidae.